# Дружба (Бахмутський район)
Дру́жба — селище Торецької міської громади Бахмутського району Донецької області, Україна. Населення становить 1860 осіб. Відстань до Торецька становить близько 6 км і проходить автошляхом місцевого значення.

## Географія
У селищі бере початок річка Баламутка, ліва притока Неумихи.

## Населення
За даними перепису 2001 року населення селища становило 1860 осіб, із них 2,96 % зазначили рідною мову українську, 96,99 % — російську.